# 薩林蘭丁 (伊利諾伊州)
薩林蘭丁（英語：Saline Landing）是位於美國伊利諾伊州哈丁縣的一個非建制地區。該地的面積和人口皆未知。

## 地理
薩林蘭丁的座標為37°34′12″N 88°07′49″W / 37.57000°N 88.13028°W，而該地的平均海拔高度為116米（即381英尺）。